# Kim Won-jin
Kim Won-jin (김원진?, Kim Won-jin; Cheorwon, 1º maggio 1992) è un judoka sudcoreano, due volte vincitore della medaglia di bronzo ai campionati mondiali di judo.
L'8 febbraio 2016, dopo aver conquistato il bronzo nel Paris Grand Slam, Kim ha raggiunto la prima posizione nel rank mondiale maschile per i 60 kg. La posizione viene mantenuta fino ai Giochi della XXXI Olimpiade, dove viene eliminato ai quarti di finale.
Nel 2021, Kim vince la medaglia d'oro nei mondiali IJF, svolti a Doha, in Qatar.